# (5390) Huichiming
(5390) Huichiming es un asteroide que forma parte del cinturón interior de asteroides, descubierto el 19 de diciembre de 1981 por el equipo del Observatorio de la Montaña Púrpura desde el Observatorio de la Montaña Púrpura, Nankín (China).

## Designación y nombre
Designado provisionalmente como 1981 YO1. Fue nombrado Huichiming en honor a Hui Chi Ming por su ayuda en la lucha contra la pobreza, recibió el Premio China Glory Facilitative Poverty Aid y el Premio de las Naciones Unidas para la Humanidad y la Paz.

## Características orbitales
Huichiming está situado a una distancia media del Sol de 1,939 ua, pudiendo alejarse hasta 2,088 ua y acercarse hasta 1,790 ua. Su excentricidad es 0,076 y la inclinación orbital 23,81 grados. Emplea 986,522 días en completar una órbita alrededor del Sol.

## Características físicas
La magnitud absoluta de Huichiming es 13,6. Tiene 3,446 km de diámetro y su albedo se estima en 1,0. 